# Se mi lasci non vale (album)
Se mi lasci non vale è un album  di Julio Iglesias, pubblicato nel 1976.

## Descrizione
L'album prende il nome dall'omonima canzone, scritta dal cantautore romano Luciano Rossi e da Gianni Belfiore e che rappresenta uno dei più grandi successi di Julio Iglesias.
Oltre a  Se mi lasci non vale, l'album contiene altri pezzi (cantati quasi tutti in italiano) piuttosto noti del cantante spagnolo, quali Anima ribelle, A Eleonora perché è un fiore, Quel punto in più, Un amore a matita, La ragazza di Ypacarai (versione in italiano di Recuerdos de Ypacarai) e Abráça-me (versione in portoghese-brasiliano di Abrázame).
In totale, i brani contenuti nell'album sono 10.

## Tracce
1. Quel punto in più (G. Belfiore – Cecilia – J. Iglesias; Ed. Ariston) 2:52
2. Abráça-me (Abrázame) 3:32
3. A Eleonora perché è un fiore (G. Belfiore – Livi; Ed. Intersong) 4:00
4. Anima ribelle (J. Iglesias – R. Ferro – G. Belfiore; Ariston) 3:20
5. Oba, Oba, Obabà
6. Passar di mano (G. Belfiore – D. Daniel – S. Marti; Ed. Alfiere) 3:41
7. Un amore a matita (J. Iglesias – R. Ferro – G. Belfiore; Ed. Ariston) 3:02
8. Quiero (Cecilia – R. Ferro – J. Iglesias)
9. La ragazza di Ypacarai (Recuerdos de Ypacarai) (Z. De Mirkin – D. Ortiz - G. Belfiore; Ed. Melodi) 3:58
10. Se mi lasci non vale  (L. Rossi – G. Belfiore; Ed. Ariston) 3:06